# Caemi
A Caemi Mineração foi uma holding de mineração fundada em 1950 por Augusto Trajano de Azevedo Antunes.

## História
O grupo Caemi nasceu em 1942, quando o engenheiro civil e ex-empregado dos Correios, Augusto Trajano de Azevedo Antunes, arrendou por dez anos jazidas de minério de ferro no Quadrilátero Ferrífero de Minas Gerais da St. John Del Rey Mining, próximas a Belo Horizonte. A primeira empresa do grupo foi denominada Icomi - Indústria e Comércio de Minérios e posteriormente denominada Icominas.
Em 1946, a Icomi disputou licitação para explorar o manganês da Serra do Navio, no Amapá. Foi realizada parceria com capitais estrangeiros. Foi obtido crédito do Banco Mundial e do Eximbank americano e acertada uma sociedade com a siderúrgica americana Bethlehem Steel, que ficou com 49% do empreendimento.
O projeto da Serra do Navio incluía a construção de uma ferrovia de 200 km e do porto de Santana, no rio Amazonas, além de duas cidades para abrigar funcionários locais e do Sudeste do país.
Em 1950, Augusto Antunes criou a holding Cia. Auxiliar de Empresas de Mineração (Caemi), que passou a abrigar todos os seus negócios.
Na década de 1960, a Caemi adquiriu o frigorífico Swift Armour em sociedade com o grupo Brascan, tornou-se sócio minoritário no país da Cummins, maior fabricante de motores americana, e desenvolveu o projeto florestal da Amcel, no Amapá.
Em 1964, firmou uma joint venture com a americana Hanna Minning criando a MBR - Minerações Brasileiras Reunidas, mineradora de ferro em Minas Gerais, na cidade de Nova Lima. Eliezer Batista tornou-se o primeiro presidente da empresa.
Em 1982, a Caemi passou a gerir o Projeto Jari, para a produção de celulose no estado do Pará.
Na década de 1980, foram vendidas a Anhanguera, Swift Armour, ações na Cummins e outros ativos. A Caemi comprou 25% da mineradora de ferro canadense QCM, numa tentativa de internacionalização do grupo.
Em 1990, Guilherme Frering, neto de Augusto Antunes, assumiu o comando do grupo, e seu irmão Mário Frering, a vice-presidência. O faturamento do grupo girava em torno de US$ 800 milhões no período.
Na década de 1990, o Projeto Jari foi vendido para o Grupo Orsa e a International Paper adquiriu Amcel em 1996.
Em 1996, o consórcio liderado pela MBR e CSN venceu o leilão de privatização da Malha Sudeste da Rede Ferroviária Federal (RFFSA), formando a MRS Logística S.A.. 
Augusto Antunes faleceu em 1996.
Em 1997, a Mitsui adquiriu por US$ 200 milhões 40% das novas ações emitidas pela Caemi numa operação de aumento de capital. A Caemi participou do leilão de privatização da Vale do Rio Doce, mas não foi vitoriosa.

### Aquisição pela Vale
Diante de uma complexa questão sucessória, os herdeiros decidiram vender a Caemi. Em 2001, a Mitsui, que já possuía 40% das ações ordinárias da mineradora, exerceu o direito de preferência e cobriu a proposta de US$ 332 milhões feita pela australiana BHP.
A Mitsui repassou 50% das ações ordinárias da parte que adquiriu na Caemi para a Vale do Rio Doce por quase US$ 280 milhões. Na época, a Caemi era a quinta maior exportadora mundial de ferro, com 5,5% das vendas de minério no mundo e a segunda maior mineradora do Brasil.
Em 2003, a Vale comprou 50% das ações ordinárias e 40% das preferenciais da mineradora que pertenciam à Mitsui por US$ 426,4 milhões, elevando a participação da Vale para 60,2% do capital total da Caemi.
Finalmente, em 31 de março de 2006, a Vale comprou os 39,8% restantes do capital da Caemi em um acordo de troca de ações no valor de US$ 2,5 bilhões. Em maio, as ações da empresa deixaram de ser negociadas na Bovespa e, em dezembro, a Caemi foi incorporada pela Vale e deixou de existir.
A mineradora Vale comprou, entre 2001 e 2006, 100% do capital da Caemi por um custo total de US$ 3,2 bilhões.
Em 2004, a Icomi foi vendida para a Alto Tocantins.

## Empresas
Algumas das empresas que fizeram parte do grupo Caemiː
- Aços Anhangueraː aços finos[1]
- Amcelː celulose [1]
- CADAMː caulim[11]
- Icomiː mineração[11]
- Jari Celuloseː celulose[1]
- MBRː mineração[11]
- MRSː ferrovias[11]
- MSLː bauxita refratária[11]
- Pará Pigmentos (PPSA)ː pigmentos[11]
- Swift Armourː indústria de alimentos [1]